# Sneeker Nieuwsblad
Het Sneeker Nieuwsblad is een regionale huis-aan-huis krant voor Sneek en de Zuidwesthoek die sinds 3 september 1946 verschijnt.
De krant is een uitgave van Hoekstra Uitgeverij, welke onderdeel is van de NDC Mediagroep, waar sinds 2010 ook de redactie is gevestigd. Eerder werd het blad uitgegeven door E.J. Drijfhout en Kiezebrink & Co.

## Historie
De uitgave is een gedwongen samensmelting van Drijfhout's nieuwsblad, Nieuwe Sneeker courant (algemeen advertentieblad voor Sneek en omstreken) en Sneeker courant (jaren 20-1941). Ook ging het blad samen met De Jong's nieuwsblad, dit werd ten dele voortgezet als Westergoo (nieuwsblad voor het Westen van Friesland) - Sneeker editie. In 1953 werd de jaargangnummering overgenomen van de in 1846 opgerichte Sneeker courant. In 1970 werd ook De Sneker koerier opgenomen in het Sneeker Nieuwsblad. De krant verscheen vanaf 1981 wekelijks, later tweemaal per week en sinds 2011 weer wekelijks. De redactie was enige jaren in het historische pand Brandenburgh in de binnenstad van Sneek gevestigd.

## Oplage
Het Sneeker Nieuwsblad heeft een oplage van 27.000 exemplaren. Tot in 2011 kwam de krant op maandag als abonnementskrant en op donderdag als gratis krant uit. Sindsdien bestaat alleen de donderdageditie nog.

## Bezorggebied
Het Sneeker Nieuwsblad wordt huis-aan-huis verspreid in Abbega, Blauwhuis, Bozum, Deersum, Folsgare, Gaastmeer, Gauw, Goënga, Greonterp, Heeg, Hennaard, Hommerts, Idzega, IJlst, Indijk, Irnsum, Itens, Jutrijp, Koufurderrige, Loënga, Lutkewierum, Nijland, Offingawier, Oosterend, Oosthem, Oppenhuizen, Oudega Poppingawier, Rauwerd, Rien, Roodhuis, Sandfirden, Scharnegoutum, Sijbrandaburen, Sneek, Terzool, Tirns, Tjalhuizum, Uitwellingerga, Westhem, Wolsum, Woudsend, Ypecolsga en IJsbrechtum.